# Yusuf Akbulut (cầu thủ bóng đá)
Yusuf Akbulut (sinh ngày 19 tháng 3 năm 1990) là một cầu thủ bóng đá Thổ Nhĩ Kỳ thi đấu ở vị trí tiền đạo cho câu lạc bộ Kardemir Karabükspor ở Süper Lig.

## Sự nghiệp chuyên nghiệp
Yusuf gia nhập lại câu lạc bộ thời thơ ấu Kardemir Karabükspor ngày 17 tháng 1 năm 2018. Anh ra mắt chuyên nghiệp ở tuổi 27 cho Kardemir Karabükspor, trong trận thua 2-0 tại Süper Lig trước Gençlerbirliği S.K. ngày 20 tháng 1 năm 2018.